# Le Kram
Le Kram (arabe : الكرم) est une ville du nord de la Tunisie. Située entre La Goulette, le port de Tunis, et Carthage, elle s'ouvre sur le golfe de Tunis à l'est et le lac de Tunis à l'ouest.
Rattachée au gouvernorat de Tunis, elle constitue une municipalité de 74 132 habitants en 2014. Avant 2001, Le Kram est une circonscription municipale relevant de la municipalité limitrophe de La Goulette.

## Histoire

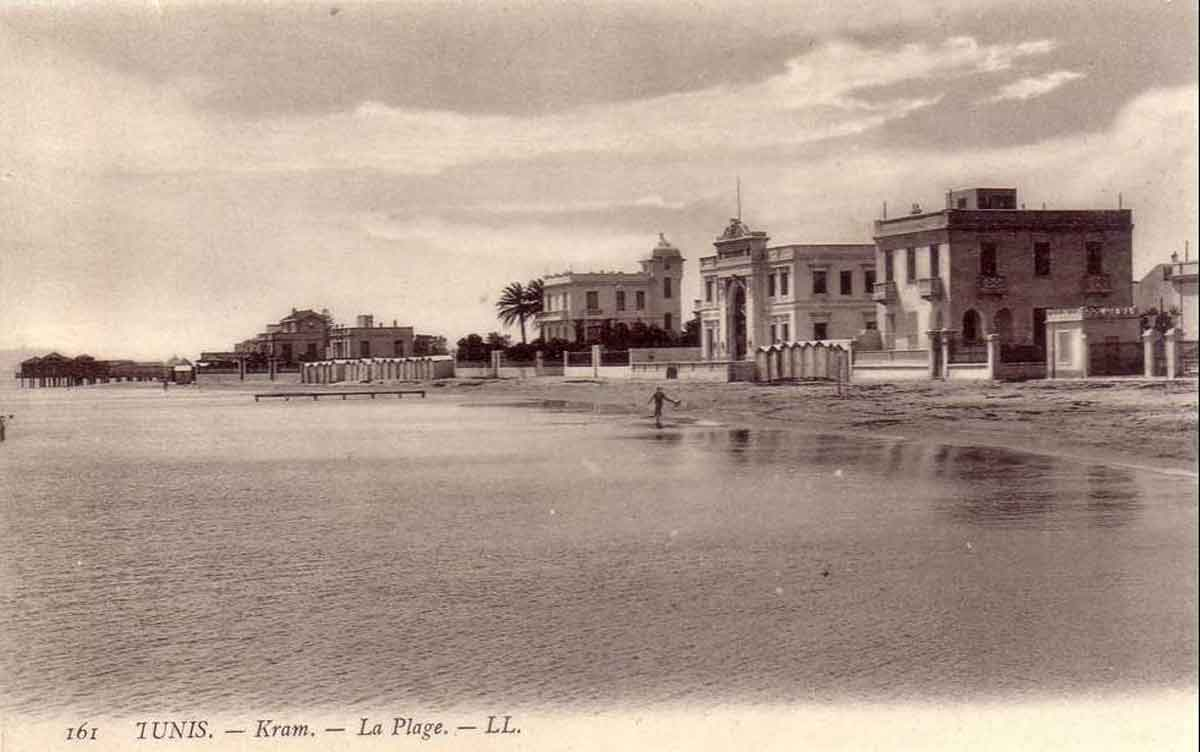
Vue de la plage vers 1905.

Kram El Agâ est le nom d'origine de la ville qui est francisé en « Le Kram ». Le professeur Mohamed El Aziz Ben Achour parle ainsi du fondateur de la cité : 
« Mustapha Agha [...] vivant paisiblement en son palais de la région de Carthage, au milieu d'un vaste verger dont les figuiers sont à l'origine du nom du village qui s'est créé plus tard à cet endroit... »
 Ces jardins seraient à l'origine du nom de la ville car kram désigne en arabe un figuier ou un arbre fruitier en général. C'est Ahmed Ier Bey qui avait attribué ce domaine à son ministre de la Guerre Agha.
Le Kram a été la résidence de nombreux Européens sous le protectorat français. Ils y édifiaient alors des maisons le long de la plage. Des villas modestes ou somptueuses s'y succèdent aujourd'hui en formant les centres résidentiels du Kram et de Salammbô. On peut encore admirer des jardins entourant certaines des maisons, les plus anciennes construites dans un style islamique pour la grande bourgeoisie de Tunis ou dans un style purement italien comme en témoigne encore La Carmencita, petite villa située rue Sakiet Sidi Youssef (anciennement rue Jules-Ferry). Cette localité s'est surtout développée à la suite de l'ouverture du TGM rejoignant Khereddine et La Goulette au sud, Salammbô et Carthage au nord.

## Économie

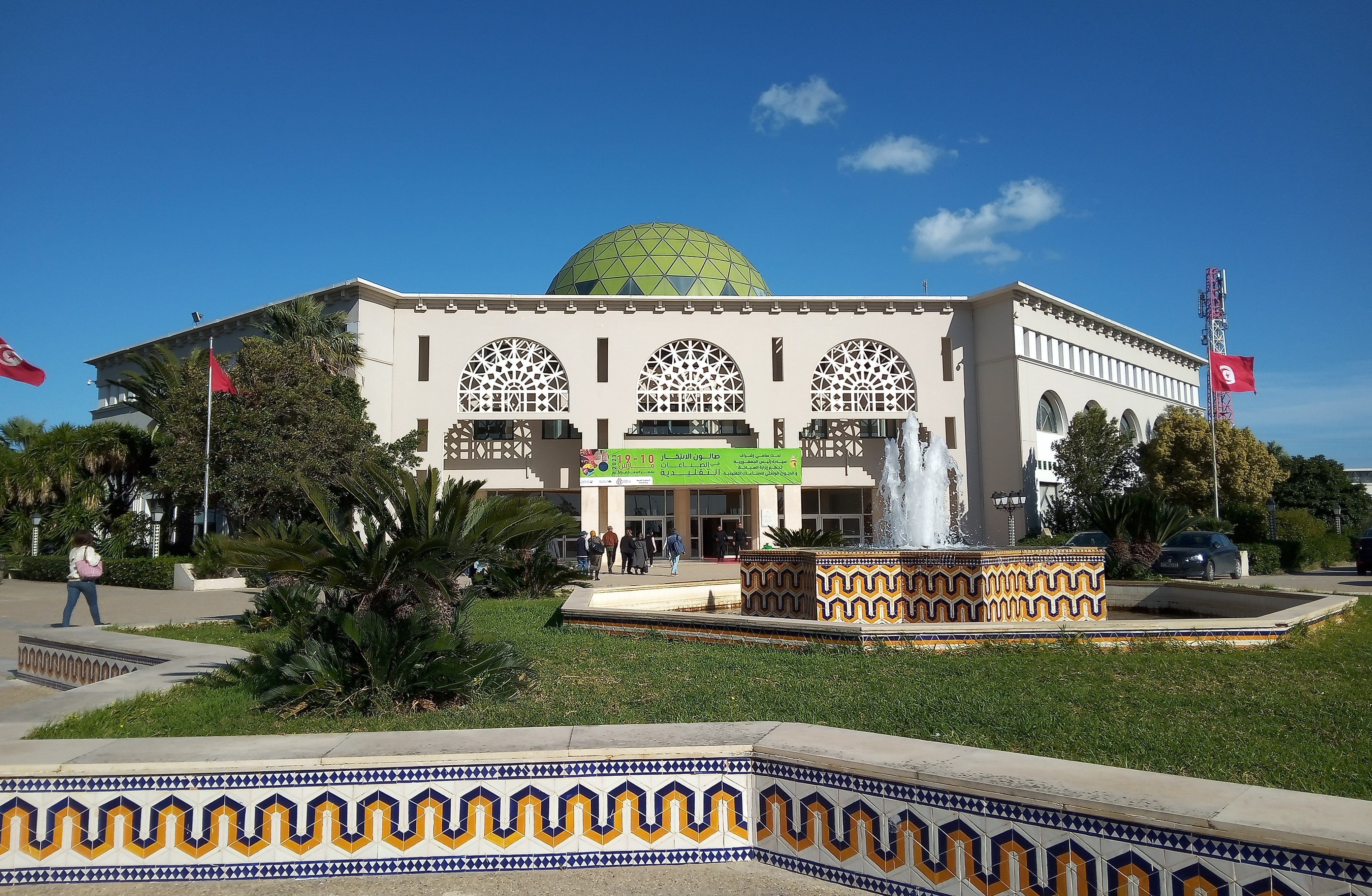
Palais des expositions en 2023.

La ville est célèbre sur le plan national et dans la sous-région grâce à la Société des foires internationales de Tunis et son parc des expositions et centre de commerce international, communément appelé « foire du Kram ». De nombreuses foires, comme le Salon annuel de la création artisanale, la Foire internationale du livre (ar) et de nombreux autres salons professionnels,, s'y tiennent.

## Administration
La municipalité du Kram est divisée en trois arrondissements : Le Kram-Est, Le Kram-Ouest et Aïn Zaghouan.
Sur le plan administratif, les quartiers se distribuent d'Est en Ouest : Le Kram-Est, Erriadh, Bir El Hlou, Le Kram-Ouest, Sidi Amor, El Bouhaira, et Sidi Fredj à l'Ouest de la voie rapide.
Fathi Laâyouni (Ennahdha) devient maire à l'issue des élections municipales de 2018.